# Tannenbergbund

Abzeichen des Tannenbergbundes

Der Tannenberg-Bund – Arbeitsgemeinschaft völkischer Frontkrieger- und Jugendverbände (TB) war ein völkischer Verein, der sich vorwiegend aus Frontkämpfern des Ersten Weltkriegs bildete. Benannt war er nach der Schlacht bei Tannenberg im Ersten Weltkrieg. Er wurde am 5. oder 7. September 1925 unter entscheidender Mitwirkung des späteren Reichsarbeitsführers Konstantin Hierl gegründet, der offiziell nur Landesvorstand von Bayern war, aber als eigentlicher Organisator des TB deutschlandweit arbeitete. Erich Ludendorff übernahm formal nur die Schirmherrschaft, der TB ist aber als sein persönlicher politischer Verein anzusehen. Offizieller Vorsitzender war General a. D. Friedrich Bronsart von Schellendorf, ein alter Jugendfreund Ludendorffs.

## Ziele
Aufgabe des TB sollte es sein, alle extrem rechten und völkischen Gruppierungen Deutschlands nach der Auflösung des Frontbanns von Ernst Röhm zu sammeln und ein Gegengewicht völkischer Aktivisten zu den etablierten Militärvereinen, Standesgesellschaften der Offiziere und dem Stahlhelm zu bilden. Über den TB sollte Ludendorff als Sammlungspunkt für rechte Wehrverbände und völkische Vereine gegen die in Neugründung befindliche NSDAP und die SA dienen und gegen die Zersplitterung der extrem rechten Vereine und Verbände in Deutschland wirken. Dies schloss eine Heroisierung Ludendorffs als Feldherrn ein, die sich gegen Hindenburg, die alten deutschen Königshäuser und Adolf Hitler richtete.
Der Bund propagierte den Revanchekrieg gegen Frankreich sowie die Gewinnung von „mehr Raum für unser zusammengepreßtes Volk“.
Trotz aller Einheitsbemühungen von Hierl brüskierte Ludendorff in den Jahren der Existenz des Bundes fast alle potentiellen Verbündeten durch seinen Führungsanspruch und seine antiklerikalen und extremistischen, an der realen politischen Situation vorbeilaufenden Forderungen. Bekannt wurde die Auseinandersetzung mit Prinz Rupprecht von Bayern, dem Ludendorff die Niederlage des Putsches von 1923 als Auftrag „überstaatlicher“ (das heißt ausländischer, klerikaler und freimaurerischer) Kräfte unterstellte. Ludendorff wurde damit zu einer „Unperson“ für die traditionellen Offiziersbünde, und da Hierl ihm die Treue hielt, wurde auch er aus den großen Offiziersverbänden ausgeschlossen.
Die politische Gedankenwelt kann am Beispiel des folgenden Zitats deutlich gemacht werden:

„Man erkläre nicht jeden, der politisch einen Schritt weiter rechts oder links steht, für einen Schurken oder Trottel, unterschiebe nicht von vornherein bei Meinungsverschiedenheiten dem anderen unsachliche, niedrige und gemeine Beweggründe. Und wenn sich eine fremde, staatliche oder überstaatliche Macht in unsere häuslichen deutschen Zwistigkeiten einzumischen sucht, dann Schluss gemacht und gemeinsam den Fremden hinausgeworfen! […] Zusammenfassen aller Kräfte unter zielbewusster Führung ist das Gebot der Stunde.“

## Organisation
1926/27 betrug die Mitgliederzahl 30–40.000. Bis 1926 gelang es Hierl, eine Reihe von Organisationen unter dem Dach des Tannenbergbundes zu vereinen, z. B. den Frontkriegerbund, Reste der Altreichsflagge, den „Deutsch Völkischen Offiziersbund“ (DVÖ) Hierls, „Die Eiserne Schar. Bund deutscher Männer und Frontkämpfer“ aus Frankfurt am Main, den „Bund Völkischer Lehrer Deutschlands e. V.“ aus Berlin und so weiter. Wichtigstes Sprachrohr war der Völkische Kurier, später die Völkische Feldpost, ab 1926 Ludendorffs Privatblatt Die Deutsche Wochenschau.
1930 wurde gleichsam als religiöser Zweig des Tannenbergbundes der Verein „Deutschvolk“ gegründet.

## Niedergang und Ende
Im Herbst 1927 trennten sich Hierl und Ludendorff endgültig, als der General seinen Kirchenaustritt öffentlich zelebrierte und immer massiver Hitler als „Agent überstaatlicher Mächte“ angriff. Eine Führungsposition innerhalb des rechtsextremen Lagers der Weimarer Republik hatte er schon lange nicht mehr inne. Bis 1929 verließen immer mehr wichtige Verbände den TB und gingen in den Reihen der NSDAP auf. Der TB entwickelte sich unter dem Einfluss von Mathilde Ludendorff immer stärker zu einer Sekte zur Verbreitung abstruser Verschwörungstheorien und rutschte bis 1930 in die völlige politische Bedeutungslosigkeit. Ein Anteil an der Gründung des TB 1925 ist ihr entgegen allen Geschichtslegenden nicht zuzusprechen, obwohl sie Ludendorff schon damals stark beeinflusste.
Am 22. September 1933 wurde der Bund durch die Nationalsozialisten verboten, gleichzeitig mit dem „Deutschvolk“ Ludendorffs, der Vorgängerorganisation des Bundes für Gotteserkenntnis.